# Guido d'Arezzo
| Imagine indisponibilă |  | Imagine indisponibilă |
|                       |  |                       |

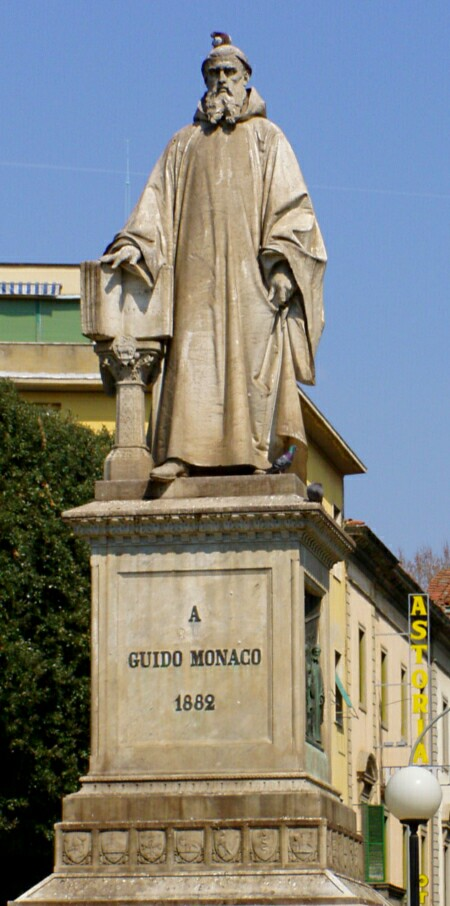
Statuia lui Guido din Arezzo

Guido d'Arezzo, cunoscut și ca Guido Aretinus sau Guido Monaco (n. 991/992 – d. după 1033) a fost un teoretician muzical din epoca medievală. El este considerat a fi inventatorul sistemului de notație muzicală modernă. Scrierea sa Micrologus, al doilea cel mai răspândit tratat despre muzică în evul mediu (după scrierile lui Boethius).
Guido a fost un călugăr al ordinului Benedictin din orașul-stat italian Arezzo. Cercetări recente datează opera sa Micrologus în 1025 sau 1026; așa cum Guido afirma într-o scrisoare că avea 34 de ani când a scris-o, iar data nașterii sale de asemenea nu este cunoscută cu exactitate și se presupune a fi anul 991 sau 992.
Guido a dezvoltat noi tehnici de învățare a muzicii, cum ar fi sistemul de notație și utilizarea scării "ut–re–mi–fa–so–la" (solmizare), pe baza acrostihului Ut queant laxis:
UT queant laxis
REsonare fibris
MIra gestorum
FAmuli tuorum
SOLve polluti
LAbii reatum
Sancte Ioannes
Există un joc de cărți educativ, dedicat lui Guido d'Arezzo, bazat pe succesiunea notelor muzicale - Muzicando.